# Orangebandad parkmätare
Orangebandad parkmätare (Eulithis pyropata) är en fjärilsart som beskrevs av Jacob Hübner 1800/08. Orangebandad parkmätare ingår i släktet Eulithis och familjen mätare. Enligt den finländska rödlistan är arten nära hotad i Finland. Arten är nationellt utdöd i Sverige. Artens livsmiljö är lundskogar. Inga underarter finns listade i Catalogue of Life.

## Bildgalleri

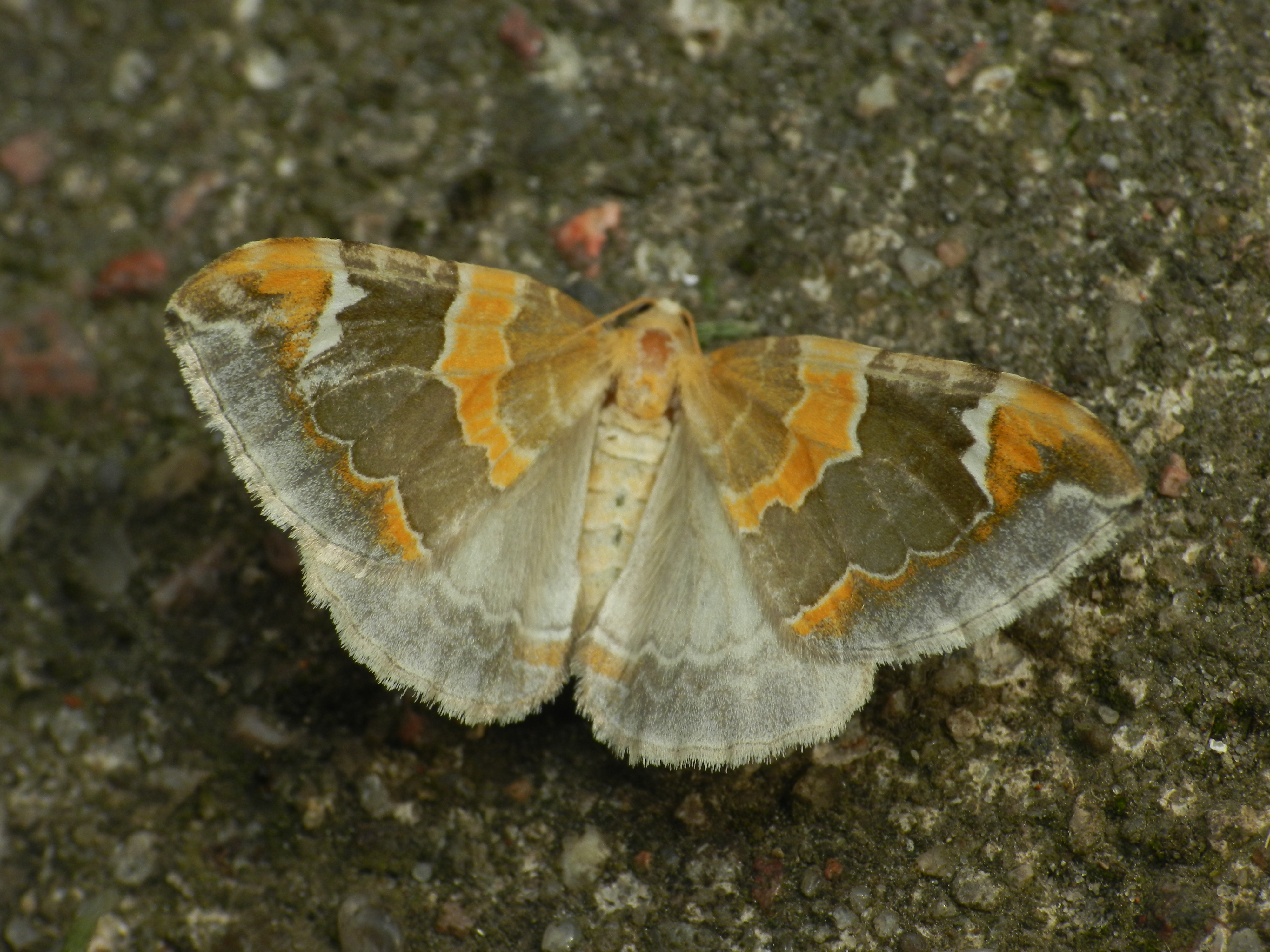